# Südseeabteilung
Die Südseeabteilung (jap. 南海支隊, Nankai Shitai) der kaiserlich japanischen Armee bestand aus 5549 Soldaten aller militärischen Ränge unter dem Kommando von Generalmajor Horii Tomitarō. Sie setzte sich aus der 55. Infanterie-Brigadengruppe der 55. Division, dem 144. Infanterieregiment und dem 47. Feld-Flugabwehrbataillon zusammen. Hinzu kamen noch Hilfseinheiten der 55. Brigade. Die Südseeabteilung war den Südseestreitkräften der 4. Flotte unter Admiral Inoue Shigeyoshi unterstellt.
Die 55. Division wurde hauptsächlich aus Shikoku rekrutiert und spielte eine Schlüsselrolle in der Burma-Kampagne.
Das Ziel war die Ausführung der Operation FS, ein strategischer Plan Japans, die Insel Neukaledonien sowie die Inselgruppen der Neuen Hebriden, Fidschi und Samoa einzunehmen um den Kommunikationsweg zwischen den USA einerseits und Australien und Neuseeland andererseits zu unterbrechen.
Truppentransporter mit Landungseinheiten fuhren am 4. Mai 1942 von Rabaul aus in südlicher Richtung nach Port Moresby um die Stadt einzunehmen (→ Operation MO). Sie kehrten jedoch drei Tage später wieder um, da die Schlacht im Korallenmeer die japanischen Landungspläne durchkreuzt hatte. Das kaiserliche Hauptquartier sagte daraufhin die Operation FS ab und erließ am 18. Mai 1942 einen Einsatzbefehl zur Landung bei Buna und Gona für die 17. Armee, die von Generalleutnant Hyakutake Haruyoshi kommandiert wurde. Ihr wurde auch Horiis Südseeabteilung zugeteilt.
Die Aufgabe der Südseeabteilung bestand darin, nach erfolgter Landung bei Buna einen Landweg nach Kokoda zu erkunden. Von dort aus sollten nachrückende Einheiten über das Owen-Stanley-Gebirge Port Moresby erreichen und erobern.
Die Südseeabteilung war aber dann gezwungen während der Kokoda-Track-Kampagne selbst gegen die Australier zu kämpfen und wurde unter schweren Verlusten wieder zurück an die Küste bei Buna gedrängt. Ihr Kommandeur Horii Tomitarō ertrank am 23. November 1942 im Fluss Kumusi, als sein Schlauchboot bei der Überquerung kenterte.
| Befehlshaber der Südseeabteilung     | Befehlshaber der Südseeabteilung     | Befehlshaber der Südseeabteilung |
| Einheit                              | Rang                                 | Name                             |
| ------------------------------------ | ------------------------------------ | -------------------------------- |
| Südseeabteilung                      | Generalleutnant, später Generalmajor | Horii Tomitarō                   |
| Südseeabteilung                      | Stabsoffizier: Oberstleutnant        | Tanaka Toyoshige                 |
| Südseeabteilung                      | Stabsoffizier: Oberstleutnant        | Tomita Yoshinobu                 |
| Südseeabteilung                      | Stabsoffizier: Major                 | Toyofuku Tetsuo                  |
| 144. Infanterieregiment              | Oberst                               | Kusunose Masao                   |
| 144. Infanterieregiment 1. Bataillon | Oberstleutnant                       | Tsukamoto Hatsuo                 |
| 144. Infanterieregiment 2. Bataillon | Major                                | Horie Tadashi                    |
| 144. Infanterieregiment 3. Bataillon | Oberstleutnant                       | Kuwada Genshir                   |
| 55. Gebirgsartillerie Bataillon      | Oberstleutnant                       | Hozumi Shizuo                    |